# Johann Friedrich von Koenen
Johann Friedrich Koenen, seit 1802 von Koenen, (* 30. August 1767 in Berlin; † 24. März 1810 ebenda) war ein deutscher Verwaltungsjurist.

## Leben
Er war der Sohn des preußischen Geheimen Oberjustizrats und ersten Präsidenten des Obertribunals Johann Koenen (* 22. Mai 1727; † 12. Juni 1805) und der Elisabeth Koenen geb. Müller (* 30. Mai 1738; † 14. Februar 1809). Sein Vater wurde aufgrund seiner Verdienste 1802 in den preußischen Adelsstand erhoben.
Johann Friedrich Koenen war ab 1791 kurmärkischer Kriegs- und Domänenrat sowie Justiziar. 1805 wurde er preußischer General-Auditeur und zuletzt Präsident des Kammergerichts in Berlin.
Koenen heiratete am 26. Mai 1792 in Liebenwalde Ernestine geb. Müller (1772–1834). Aus dieser Ehe gingen u. a. Emil von Koenen (1796–1883) hervor, Wirklicher Geheimer Rat und Präsident der Prüfungskommission für höhere Verwaltungsbeamte in Berlin, sowie Albert von Koenen, späterer Präsident des preußischen Appellationsgerichts.
Sein Enkel war der preußische Landrat Friedrich von Koenen.